# Сардобинский район
Сардобинский район (узб. Sardoba tumani / Сардоба тумани) — административная единица в составе Сырдарьинской области, Узбекистан. Административный центр городской посёлок Пахтаабад. В восточной части Сырдарьинской области республики Узбекистан раскинулся Сардобинский район. 

## Состав
По состоянию на 1 июля 2024 года в состав района входят:
- Городской посёлок

1. Пахтаабад

- Махаллинские сходы граждан

1. Кургонтепа
2. Янгикишлок
3. Дустлик
4. Файзлиобод
5. Равот
6. Бирлик
7. Халкобод
8. Бирлашган
9. Зомин
10. Юртдош
11. Куйитош
12. Бустон
13. Навруз
14. Отаюрт
15. Пахтакор

## География
Территория района расположена в пределах центральной части Голодной степи, рельеф равнинный, единственным естественным водотоком является река Сырдарья, протекающая по западной границе района. Благодаря хорошо развитой оросительной системе и наличию нескольких искусственных водохранилищ район является одной из хорошо развитых сельскохозяйственных единиц области.

## Климат
Погода формируется под воздействием резко континентального климатического пояса. Отмечаются значительные суточные и сезонные перепады температур.
Зимние периоды непродолжительные и относительно мягкие. Средние январские температуры -3…-5 градусов. При проникновении холодных воздушных масс Арктического происхождения температуры способны опускаться до -25 и ниже. Возможны и достаточно сильные снежные метели, хотя снежный покров и незначительный. Погода зимой не отличается постоянством. Длительные оттепели, осадки в виде мокрого снега и дождя, сильный ветер сменяются морозными и ясными днями. Весна приходит в начале марта и уже к середине месяца температуры в среднем достигают +10…+15 градусов.
Лето с засушливой и жаркой погодой является самым продолжительным периодом в году. Средние температуры июля-августа составляют +27…+29 градусов. Прогноз погоды может предупреждать о достаточно сильных пыльных бурях и суховеях. За год на территорию района выпадает от 140 до 250 мм осадков, в последние годы количество осадков заметно увеличилось. Большая часть осадков приходится на холодный период и межсезонье.

## История
Район был образован 30 апреля 1964 года под названием Ильичёвский район. В 1992 году был переименован в Шараф-Рашидовский район. В 2004 году получил название Сардобинского района.
1 мая 2020 года произошел прорыв возведенной в 2017 году дамбы Сардобинского водохранилища, вызвавший наводнение. В результате 4 человека погибло, а 1 пропал без вести. Также были подтоплены населенные пункты в соседней Туркестанской области Казахстана.